# Dipartimento di Dianra
Il dipartimento di Dianra è un dipartimento della Costa d'Avorio situato nella regione di Béré, distretto di Woroba.
La popolazione censita nel 2014 era pari a 96.579 abitanti.
Il dipartimento è suddiviso nelle sottoprefetture di Dianra e Dianra-Village.